# Alfa-Beta Vassilopoulos
Alfa-Beta Vassilopoulos (Grieks: Άλφα-Βήτα Βασιλόπουλος) of kortweg AB is een supermarktketen uit Griekenland.

## Geschiedenis
De supermarkt AB is opgericht in 1939 in Athene, toen de broers Gerasimos en Haralambos Vassilopoulos een kleine groenteboer opende in het centrum van Athene. Twee jaar later opende hier een tweede winkel. In 1969 werd het bedrijf Alfa-Beta Vassilopoulos S.A. opgericht.
In 1970 opende de eerste 'echte' supermarkt van het bedrijf in Psychiko, de voorstad van Athene. In 1989, waren er al negen supermarkten in de agglomeratie van Athene.
In 1991 werd AB ingeschreven bij de Effectenbeurs van Athene. In dat zelfde jaar werd er een MEGA AB supermarkt geopend in Ellinikon nabij het oude vliegveld van Athene. In 1994 was AB de eerste supermarkt die het streepjescode invoerde.
In 1992 werd er een nieuwe MEGA AB geopend aan de snelweg tussen Athene en Lamia. Daarnaast werd het bedrijf overgenomen door de Delhaize Groep (in 2015 gefuseerd tot Ahold Delhaize).
Tussen 1995 en 1998 opende AB een warenhuis in Mandra op het schiereiland Attica en een vers winkel. In 2000 had AB 53 winkels in 11 steden verspreid over Griekenland. Op 16 oktober 2000 heeft AB de supermarktketens TROFO (Τροφό) en ENA Cash-and-Carry. In 2009 nam AB ook de keten Koryfi over, waardoor het bedrijf groeide met tien winkels in de regio Thracië.